# De neger van de Narcissus
De neger van de Narcissus is een hoorspel naar de roman The Nigger of the Narcissus (1897) van Joseph Conrad. Voor de bewerking van het verhaal zorgde Gerrit Jan Zwier en de TROS zond het uit op zondag 27 november 1998. De regisseur was Sylvia Liefrinck. Het hoorspel duurde 58 minuten.

## Rolbezetting
- Frans Koppers (verteller)
- Hein van Beem (stuurman Baker)
- Ad Hoeymans (kapitein Alliston)
- Hans Hoekman (Jimmy Wait)
- Hans Kuyper (Donkin)
- Frans Kokshoorn (Belfast)
- Peter Aryans (Singleton)
- Albert Ehrnrooth (Podmore)
- Reinout Bussemaker (Archie Smith)
- Guus van der Made (Charley Campbell)

## Inhoud
Dit is het verhaal van de Narcissus, een koopvaardijschip dat van Bombay naar Londen zeilt. James Wait is de laatste matroos die aan boord van de Narcissus gaat en de eerste om van boord te gaan. Hij is het enige zwarte bemanningslid. Zijn achternaam wordt ironischer naarmate het verhaal vordert. Omdat Wait de laatste is om aan boord te gaan en te laat is voor de eerste afroeping der namen, ‘wachten’ de andere personages in de roman in zekere zin op zijn komst om af te zeilen. Later 'wacht' de bemanning op Wait door zijn deel van het werk te doen en voor hem te zorgen tijdens zijn ziekte en daarbij zo goed mogelijk aan zijn grillen te voldoen...